# John Parry (Schiedsrichter)

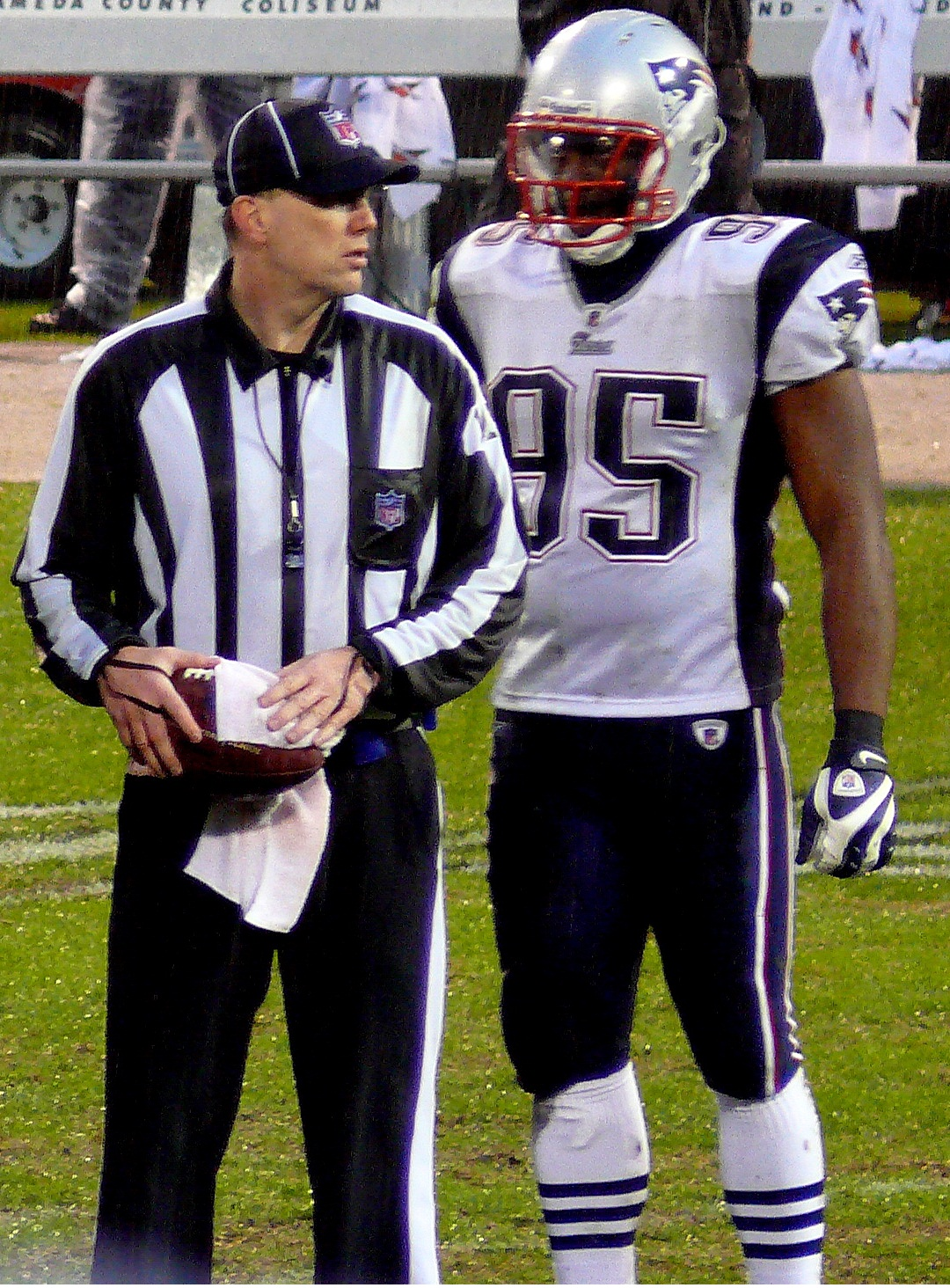
John Parry im Dezember 2008

John W. Parry (* 4. Mai 1965 in Michigan City, Indiana) ist ein ehemaliger US-amerikanischer Schiedsrichter im American Football, der von der Saison 2000 bis 2018 in der NFL tätig war. Er war Schiedsrichter der Super Bowls XLVI und LIII und trug die Uniform mit der Nummer 132.

## Karriere

### Professionelle Footballligen
Er war als Schiedsrichter in der NFL Europe tätig. U. a. leitete er den World Bowl XV.

#### National Football League
Parry begann im Jahr 2010 seine NFL-Laufbahn als Side Judge beim Spiel der New York Giants gegen die Arizona Cardinals. Zur NFL-Saison 2007 wurde er zum Hauptschiedsrichter ernannt. Sein erstes Spiel – die Atlanta Falcons gegen die Minnesota Vikings – leitete er am 9. September 2007.
Er war insgesamt bei drei Super Bowls als Offizieller im Einsatz: Beim Super Bowl XLI im Jahr 2007 war er Side Judge der Crew unter der Leitung von Hauptschiedsrichter Tony Corrente, die Super Bowls XLVI und LIII leitete er als Hauptschiedsrichter. Zudem war er Schiedsrichter des Pro Bowl 2015.
Nach seinem Rücktritt als Hauptschiedsrichter ernannte die NFL Brad Rogers als Nachfolger.
Nach seiner aktiven Karriere löste er Jeff Triplette als Regelanalyst bei ESPN ab.

## Privates
Von Beruf ist er Finanzberater.
Sein Vater, Dave Parry, war Side Judge im Super Bowl XVII.